# March 811
O  811  é o modelo da March da temporada de 1981 da F1. Foi guiado por Derek Daly, Stefan Johansson e Eliseo Salazar.